# Parigi-Bruxelles 1909
La Parigi-Bruxelles 1909, quinta edizione della corsa, si svolse il 20 giugno 1909 su un percorso di 405 km, con partenza da Parigi e arrivo a Bruxelles. Fu vinta dal lussemburghese François Faber davanti ai francesi Gustave Garrigou e Eugène Christophe.

## Ordine d'arrivo (Top 10)
| Pos. | Corridore         | Squadra | Tempo      |
| ---- | ----------------- | ------- | ---------- |
| 1    | François Faber    |         | 13h29'00"  |
| 2    | Gustave Garrigou  |         | s.t.       |
| 3    | Eugène Christophe |         | a 40"      |
| 4    | Henri Cornet      |         | a 9'11"    |
| 5    | Jules Masselis    |         | a 18'15"   |
| 6    | Ernest Paul       |         | a 31'06"   |
| 7    | Charles Cruchon   |         | s.t.       |
| 8    | Marcel Godivier   |         | a 44'13"   |
| 9    | Jules Deloffre    |         | a 57'00"   |
| 10   | André Pottier     |         | a 1h00'02" |